# London 0 Hull 4
London O Hull 4 es el álbum debut de la banda británica The Housemartins. Fue lanzado en 1986 y contiene los sencillos Flag Day (n.º 58 en el Reino Unido), Sheep (n.º 54 en el Reino Unido), Happy Hour (n.º 3 en el Reino Unido) y Think for a Minute (n.º 18 en el Reino Unido).
El título hace referencia a la ciudad natal de la banda Kingston upon Hull y a Londres, escrito en formato de un resultado deportivo. También se refiere a la afirmación de Paul Heaton (líder de la banda) que consideraba que The Housemartins era la cuarta mejor banda de la ciudad. En otras palabras, Hull tenía cuatro grandes bandas, en comparación con ninguna banda de Londres. De ahí el título London 0 Hull 4. Las otras tres bandas en cuestión eran Red Guitars, Everything but the Girl y The Gargoyles.
Las notas y letras reflejan el interés del cantante Paul Heaton en el cristianismo y el marxismo. Por ejemplo, la contraportada del álbum contiene el mensaje, "Take Jesus - Take Marx - Take Hope".
En 1992, el álbum fue relanzado en CD y contó con cuatro pistas adicionales, junto con la frase en la portada, "16 canciones - 17 éxitos" álbum fue relanzado de nuevo El 22 de junio de 2009, tuvo una segunda reedición como London 0 Hull 4 Deluxe, que contiene un segundo CD de bonus tracks, lados B y grabaciones en vivo.

## Lista de canciones
Todas las canciones escritas por Paul Heaton and Stan Cullimore, a excepción de donde se indique.

### Lanzamiento oficial (1986)
1. "Happy Hour"
2. "Get Up Off Our Knees" (Paul Heaton, Stan Cullimore, Ted Key)
3. "Flag Day" (Paul Heaton, Stan Cullimore, Ted Key)
4. "Anxious"
5. "Reverend's Revenge" (instrumental)
6. "Sitting on a Fence"
7. "Sheep"
8. "Over There"
9. "Think for a Minute"
10. "We're Not Deep"
11. "Lean On Me" (Paul Heaton, Pete Wingfield)
12. "Freedom" (Paul Heaton, Stan Cullimore, Ted Key)
13. "He Ain't Heavy, He's My Brother" (Bob Russell, Bobby Scott)  (CD solo)
14. "I'll Be Your Shelter (Just Like a Shelter)"(Lloyd Charmers) (CD y casete solo)
15. "People Get Ready"(Curtis Mayfield) (CD solo)
16. "The Mighty Ship" (instrumental) (CD solo)

### Deluxe Edición Bonus CD (2009)
1. "Flag Day [versión sencillo]"
2. "Stand At Ease "
3. "You"
4. "Coal Train to Hatfield Main"
5. "I'll Be Your Shelter (Just Like A Shelter)"
6. "People Get Ready" [cara B]
7. "Drop Down Dead"
8. "The Mighty Ship"
9. "He Ain't Heavy He's My Brother"
10. "Think for a Minute" [versión sencillo]
11. "Who Needs the Limelight" [cara B]
12. "I Smell Winter"
13. "Joy Joy Joy"
14. "Rap Around the Clock"
15. "Lean On Me" [inédito - ensayo descartado]
16. "Anxious" [BBC Janice Long sesión 6-11-85]
17. "We're Not Deep" [sesión BBC Janice Long 6-11-85]
18. "Freedom" [sesión BBC Janice Long 6-11-85]
19. "Think for a Minute" [sesión BBC Saturday Live 4-1-1986]
20. "Drop Down Dead" [sesión BBC Saturday Live 4-1-1986]
21. "Happy Hour" [sesión BBC John Peel 6-4-1986]
22. "Get Up Off Our Knees" [sesión BBC John Peel 6-4-1986]

## Miembros de la banda
- Norman Cook - Bajo, vocales
- Hugh Whitaker – Batería, vocales
- P.D. Heaton – Voz principal, guitarra, armónica,
- Stan Cullimore – Guitarras, vocales

## Créditos de diseño
- David Storey - diseño de la portada del álbum.[8]